# Гекеду
Гекеду (фр. Guéckédou) — город на юге Гвинеи, в провинции Нзерекоре. Расположен вблизи границ со Сьерра-Леоне и Либерией, на высоте 392 м над уровнем моря.
Население по данным на 2012 год составляет 346 908 человек; по данным переписи 1996 года оно насчитывало 79 140 человек. Столь значительное увеличение численности населения объясняется огромным притоком беженцев из соседних государств (преимущественно из Либерии), которые бегут сюда от гражданских войн. Наиболее распространённый язык населения города — киси.
Является местом начала Эпидемии Эболы в Западной Африке 2014—2015 годов. Первый заболевший: 2-летний ребёнок (случай S1) — заболел в деревне Мелианду около населенного пункта Гекеду (префектура Гекеду) 2 декабря 2013. Ребёнок умер 6 декабря 2013 года, заразив всю семью. Как заразился сам ребёнок, не выяснено. Случай S1 был определён гораздо позже, в разгар эпидемии, благодаря исследованиям европейских ученых в марте-апреле 2014 года.